# Pávai Vajna Béla
Pávai Vajna Béla Albert (Brassó, 1854. március 15. – Leibnitz, 1913) császári és királyi tábornok. 

## Élete
A bécsújhelyi katonai akadémiát elvégezve, 1875-ben mint hadnagy a császári és királyi 2. gyalogezredhez osztatott be és 1880. november 1-jén főhadnaggyá nevezték ki. A hadiiskola elvégzése után 1881-ben a vezérkarhoz osztatott be és mint segédtiszt a 19. és később a 6. gyalogdandárnál volt alkalmazva. 1885-ben mint százados a vezérkarba helyeztetett át és 1887-ig a 35. gyaloghadosztálynál, 1890-ig pedig a vezérkar vasúti irodájában működött és működéséért katonai érdemérmet kapott. 1890. november 1-jén a vezérkarban való meghagyása mellett csapatszolgálatra osztották be a 26. gyalogezredhez, 1891. november 1-jén vezérkari őrnagy lett, egyidejűleg ismét beosztatott a vezérkar vasúti irodájába, ahol 1894. november 1-jén alezredessé lépett elő. 1896. áprilisban a honvédséghez való áthelyezése mellett a 13. honvéd gyalogezred parancsnokává nevezték ki és a katonai érdemkereszttel tüntették ki. Ez év szeptemberben azonban a vezérkarba való besorolása mellett visszahelyeztetett a közös hadsereghez és csapatszolgálatra a 25. gyalogezredhez osztatott be. 1897. május 1-jén ezredessé, 1898. áprilisban pedig a császári és királyi 5. gyalogezred parancsnokává neveztetett ki. 1903. november 9-től tábornok volt és a Ludovika Akadémia parancsnoka.
A Ludovika Akadémia Közlönyénél mint levelező működött, ahol cikke (1883. Az orosz hadsereg harczmódjáról, tekintettel annak szervezetére s kiképzésére).